# Maritime-Streik
Der Maritime-Streik (englisch: Maritime Strike) fand zwischen dem 16. August und 6. November 1890 in Australien und Neuseeland statt. Dieser Streik wurde seinerzeit Great Strike genannt, da sich daran etwa 50.000 Streikende beteiligten und er sich über South Australia, New South Wales, Victoria und Neuseeland erstreckte. Der Maritime Strike gilt als der größte Streik in Australiens Geschichte. Mit diesem Streik begann die Politisierung der frühen Arbeiterbewegung Australiens, die sich im Verlauf eines weiteren Streiks umsetzte, dem Schafscherer-Streik im Jahre 1891, als aus dieser Streikbewegung die Australian Labor Party im Jahre 1891 gegründet wurde.
Dieser Streik ist Teil der Streikbewegungen in der australischen Wirtschaftsdepression von 1889 bis 1894 mit dem Schafscherer-Streik (1891), Broken-Hill-Streik (1892) und Schafscherer-Streik (1894).

## Vorgeschichte
Als im Jahre 1851 in Victoria ein Goldrausch begann, entwickelte sich das so genannte Golden Age (Goldenes Zeitalter), dessen wirtschaftliche Prosperität bis ins Jahr 1890 hineinreichte. Im Jahr 1890 kam es zu wirtschaftlicher Stagnation, die Kolonialregierungen von Victoria und New South Wales waren in dieser Situation überfordert, Banken brachen zusammen und die Arbeitslosigkeit stieg an.
Als die Mercantile Marine Officers' Association am 15. August 1890 mit ihrem Versuch scheiterte in Verhandlungen mit der Steamship Owners' Association of Victoria langfristige finanzielle Vorstellungen und soziale Rechte abzusichern, begann diese Gewerkschaft am 16. August zu streiken.

## Streikverlauf
Dem Maritime-Strike schlossen sich die Seeleute und die Hafenarbeiter Australiens an, wie auch später die Minenarbeiter von Newcastle, Broken Hill und auch Gewerkschafter in Neuseeland. Im Juli 1890 hatte die Gewerkschaft der Schafscherer auf einem Kongress beschlossen, dass sie zum Schutz ihrer Mitglieder Schafzüchter bestreiken werden, die nicht gewerkschaftlich organisierte Schafscherer beschäftigen. Zur Durchsetzung dieser Forderung brauchten sie die Hafenarbeiter, die die Verladung der Schafswolle blockieren konnten. Daher ergab sich eine Verbindung zu den streikenden Seeleuten. Der Maritime-Streik entwickelte sich schnell zu einer Massenbewegung: In Sydney bewegten sich tausende Streikende zu einem Treffen und am 31. August beteiligten sich 40.000 Personen an einer Streik-Kundgebung im Flinders Park in Melbourne. In anderen Quellen wird von 60.000 Protestierenden gesprochen. Am 15. September trat die Transportarbeiter-Gewerkschaft und am 24. September die Gewerkschaft der Schafscherer in den Streik ein. Die Öl- und Gaslieferungen wurden von den Gewerkschaften bestreikt, deshalb gab es kein Straßenlicht und das Öl für Licht in den Häusern ging zur Neige. Es war ein Novum in Australien, dass mehrere Gewerkschaften miteinander für ihr finanzielles Einkommen kämpften.
Die früheren Verteilungskämpfe vor 1890 endeten relativ schnell, da die bestreikten Arbeitsplätze mit anderen Arbeitern besetzt wurden oder weil die Geldmittel der Streikenden nicht ausreichten. Im Maritime Strike gelang es erstmals Arbeiter und Angestellte zu motivieren in die existierenden Gewerkschaften einzutreten oder nicht als Streikbrecher zu fungieren.
Die Kolonialregierung von Victoria geriet vor der Kundgebung im Flinders Park in Melbourne mit mehreren zehntausend Streikenden derart in Panik, dass sie Militärkräfte beorderte und hinter dem Parlament Maschinengewehrnester aufbauen ließ. Ferner wurden nicht wie früher Polizeieinheiten gegen Streikende eingesetzt, sondern Militär. Militärische Einheiten wurden in Sydney, Melbourne, Newcastle und in weiteren Häfen Australiens durch die Kolonialregierungen von Victoria und New South Wales während des Streiks disloziert.
Mit der anhaltenden Dauer des Streiks gerieten die Streikenden unter Druck, ihre finanziellen Mittel waren bemessen, die Arbeiterfamilien konnten ihre Miete nicht mehr bezahlen und wurden entmietet, für ihre kranken Kinder konnten sie keine Medizin kaufen. Die Arbeitgeber verschärften die Situation und schlossen Fabriken, die in Absatzschwierigkeiten gerieten und die Arbeitslosigkeit stieg an. Die Streikenden wurden demoralisiert und der Streik im November 1890 ohne Erfolg beendet, als die Maritime Officiers zu ihrer Arbeit zurückkehrten. Die Minenarbeiter kehrten allerdings erst im Januar 1891 an ihre Arbeitsplätze zurück. Die Arbeitgeber der bestreikten Wirtschaftsbereiche setzten nach dem Streikende eine Lohnkürzung bis zu 30 Prozent durch.
Die Streikerfahrungen und die damit verbundene Politisierung kamen im folgenden Schafscherer-Streik 1891 zum Tragen.